# Горобець Лариса Жанівна
Горобець Лариса Жанівна (нар. 30 березня 1939 р., м. Смоленськ) — українська науковиця, доктор технічних наук, професор кафедри «Збагачення корисних копалин» Національного гірничого університету (Дніпропетровськ).
Напрямок досліджень: теорія дроблення і подрібнення корисних копалин, стуминні млини. Провідний вітчизняний фахівець у цій галузі.

## З біографії
Закінчила середню школу в м. Смоленську. Поступила в Дніпропетровський гірничий інститут, який закінчила у 1961 р. Гірничий інженер-збагачувальник (код спеціальності 05.15.08). Два роки працювала за фахом на Вільногірському ГМК. Потім у Дніпропетровському гірничому інституті закінчила аспірантуру за фахом «Збагачення корисних копалин» і у 1967 р. захистила кандидатську дисертацію «Газоструйное измельчение железистых кварцитов Криворожского бассейна».
Тема докторської дисертації: «Розвиток наукових основ подрібнення твердих корисних копалин». Національний гірничий університет. — Дніпропетровськ, 2004.

## Творчий доробок
Понад 250 друкованих наукових робіт, у тому числі 30 патентів і авторських свідоцтв України, Німеччини, США, Росії.